# Virgin Music Label & Artist Services
Virgin Music Label & Artist Services (раніше Caroline Distribution) — музичний дистриб’ютор незалежних виконавців і звукозаписних лейблів, що належить Universal Music Group. Дочірня компанія зосереджена на дистрибуції нових або нових партнерів. Зараз компанія є частиною Virgin Music Group.
Цифрову музичну та мережеву компанію INgrooves (включно з незалежним дистриб’ютором лейблу Fontana Distribution) придбала Universal у 2019 році, а Fontana увійшла до Virgin.
У вересні 2022 року Universal Music Group оголосила про запуск Virgin Music Group, яка складається з Ingrooves, Virgin Music Label & Artist Services і mtheory Artist Partnerships.